# Casa de la Ciutat
La Casa de la Ciutat (in spagnolo: Casa de la Ciudad) è la sede del municipio (in catalano Ajuntament, in spagnolo Ayuntamiento) di Barcellona e si trova nel Barri Gòtic (Barrio Gótico) nella Plaça de Sant Jaume (Plaza de San Jaime), di fronte al Palau de la Generalitat de Catalunya che ospita il governo regionale.
La sua costruzione si è sviluppata nei secoli e risale al 1373 quando cominciò la costruzione del Saló de Cent, dove nel Medioevo si riuniva il Consell de Cent che governava la città, mentre la facciata principale in stile neoclassico realizzata da Josep Mas è stata completata nel 1847.
Nel Salón de las Crónicas, si trovano degli affreschi allegorici di Josep María Sert.

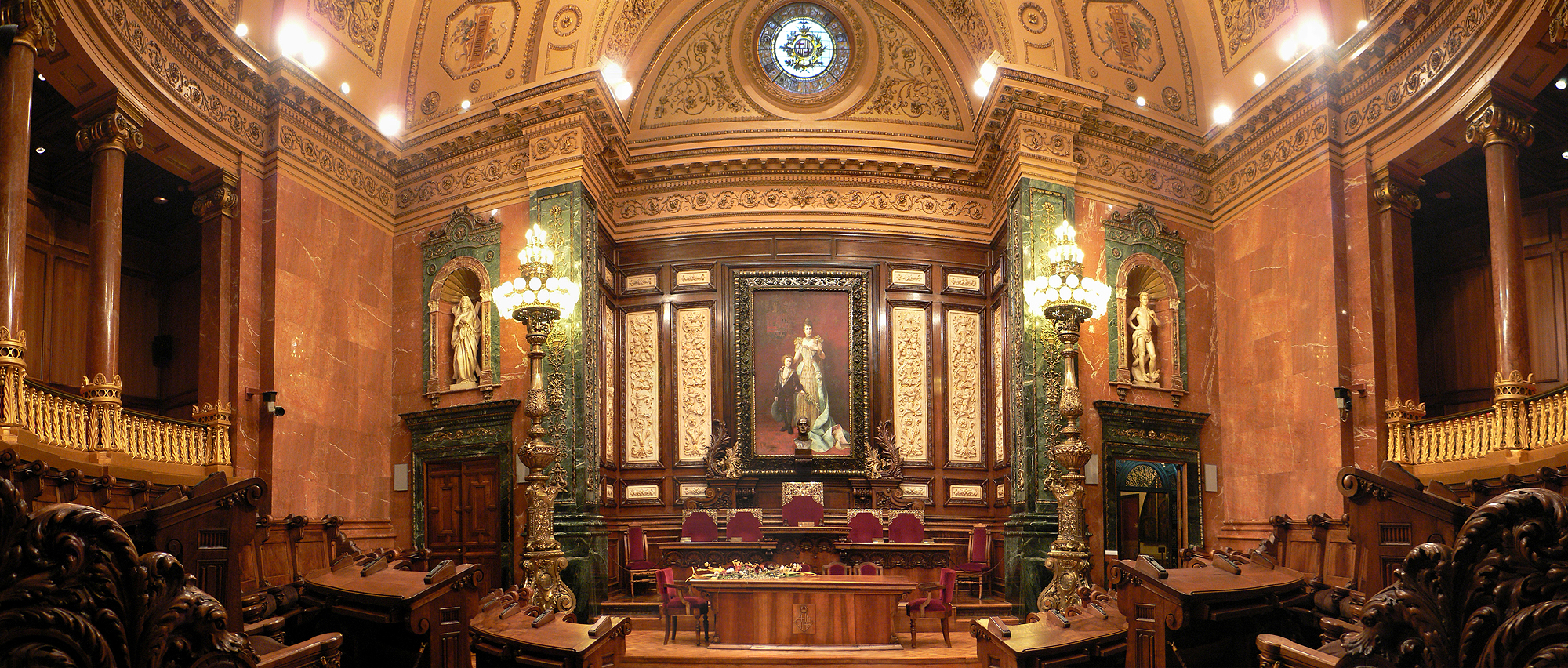
Salone della Regina reggente

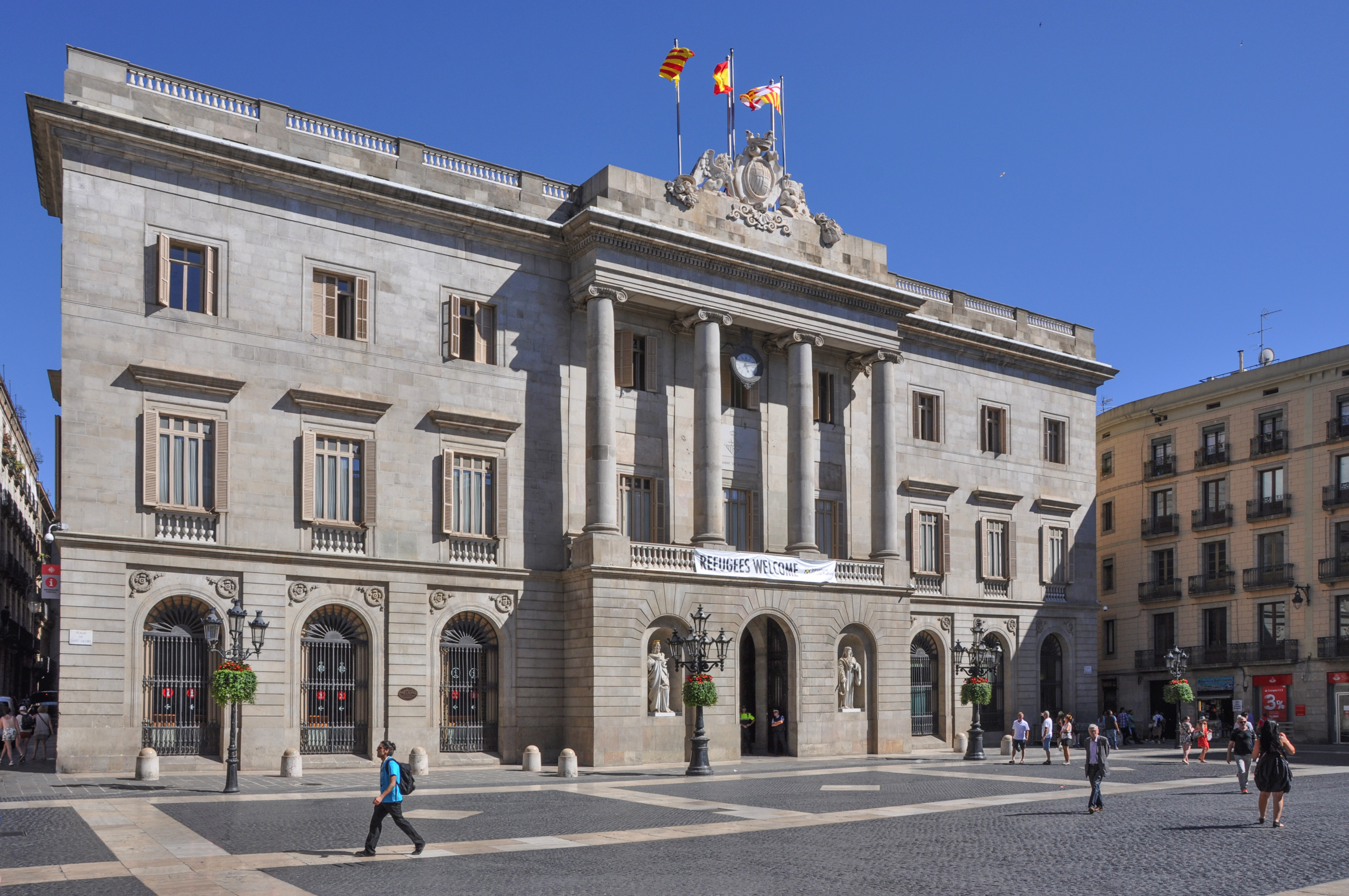
Facciata principale neoclassica del municipio di Barcellona.